# Besenwirtschaft
Besenwirtschaften sind saisonal geöffnete Weinausschankbetriebe, in denen der Erzeuger (Winzer) seinen selbst erzeugten Wein ausschenken darf.
Je nach Herkunftsgebiet unterscheiden sich die Bezeichnungen von Besenwirtschaften stark. Am weitesten verbreitet sind:
- Besen - Besenwirtschaft (Württemberg und Schweiz sowie Sachsen[2])
- Strauße - Straußwirtschaft (Rheinland und Rheinhessen)
- Kränzle - Kranzwirtschaft (Baden)
- Rädle - Rädlewirtschaft (Bodenseeregion)
- Häcke - Heckenwirtschaft / Maienwirtschaft (Franken)
- Buschenschank / Leutgebschank (Österreich)

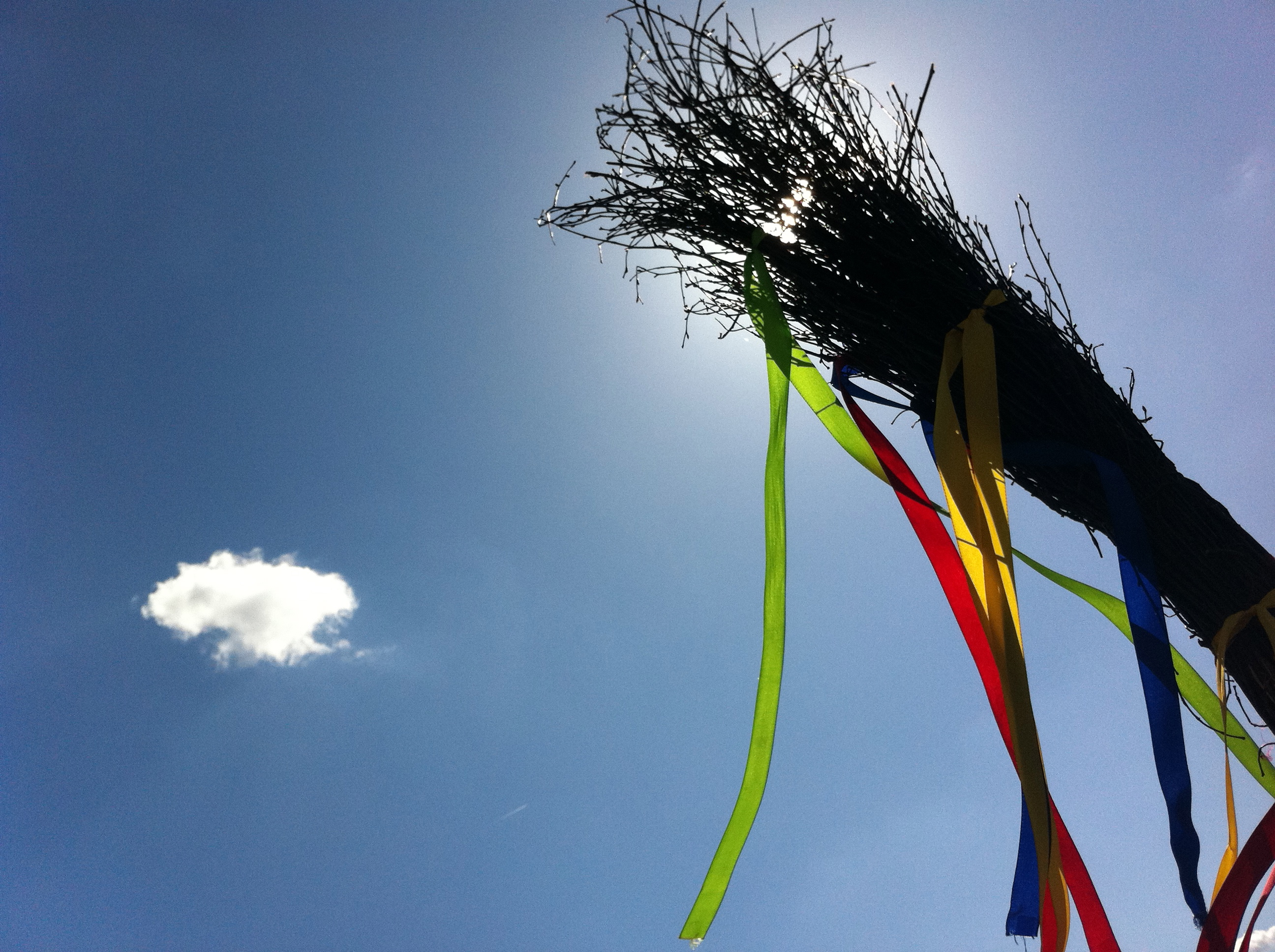
Der Reisigbesen – Das Erkennungszeichen für Besenwirtschaften

## Erkennungsmerkmale
Wie auch die Namen von Besenwirtschaften unterschiedlich sind, so sind es auch die Zeichen oder Merkmale, an denen Weinliebhaber saisonale Ausschankbetriebe erkennen können:
- Am weitesten verbreitet ist der Reisigbesen, wie auf dem Bild zu sehen – gerne mit bunten Bändern. Er wird bei Besenwirtschaften, aber auch übergreifend bei allen Namensgebungen verwendet.
- Straußwirtschaften haben ihren Namen nicht vom gleichnamigen Vogel, sondern von einem Strauß aus Zweigen und Blumen, welcher ebenfalls mit bunten Bändern aufmerksam machen soll.
- Kranzwirtschaften hingegen erkennt man an dem ausgehängten Kranz aus Reben und/oder Efeu.
- Rädlewirtschaften zeigen sich, wie schon im Namen enthalten, mit Hilfe eines Rades, meist ein altes Wagenrad aus Holz mit Speichen, beschmückt mit Reben und bunten Bändern.
- Heutzutage findet man oft auch Hinweisschilder, die das entsprechende Symbol enthalten.

## Rahmenbedingungen von „echten“ und „unechten“ Besen

### Echte Besen
Die echten Besen sind die ursprünglichen Besen. Diese sind als kleines Nebenstandbein für den Winzer zu verstehen und bedürfen daher keiner Gaststätten-Konzession. Jedoch gibt es auch für diese Betriebe rechtliche Vorgaben – Echte Besen müssen sich daher an die Rahmenbedingungen der Besenverordnung des Regierungspräsidiums halten.
Die wichtigsten Inhalte der Verordnung:
- Der Betrieb darf für höchstens 4 Monate im Jahr über 2 Zeiträume öffnen.  Daher haben echte Besen einmal im Frühjahr und einmal im späten Herbst nach der Weinlese geöffnet.
- Die Besenwirtschaft darf höchstens 40 Sitzplätze umfassen
- Die Küche darf nur kalte oder einfach zubereitete Speisen anbieten. Hieraus ergibt sich auch das typische Besenessen.
- Die Besenwirtschaft muss sich am Ort des Weinbaubetriebes befinden
- Um beim Umgang mit Lebensmitteln auch ohne Konzession die Hygiene zu sichern, müssen alle Personen, die mit den Speisen in Berührung kommen, eine Schulung zum Infektionsschutzgesetz mitmachen und diese Bescheinigung des Gesundheitsamts jederzeit vorlegen können.[4]
- Die Früchte zur Herstellung des Weines müssen selbst erzeugt worden sein, wobei es keine Rolle spielt, ob sie auf eigenem oder aufgrund eines sonstigen Nutzungsrechtes (z. B. Pacht oder Nießbrauch) genutzten Grund und Boden produziert worden sind.
- Beim Inverkehrbringen von Wein besteht die Verpflichtung, ein „Kellerbuch“ zu führen.
- Aus den Aufzeichnungen muss die Herkunft, der Tag der Lese, das Mostgewicht der Trauben, eine evtl. vorgenommene Anreicherung, Entsäuerung, Süßung, jede Umlagerung, jeder Sorten-, Herkunfts-, Jahrgangs- und Lagenverschnitt hervorgehen.
- Neben dem Ausschank und Vertrieb in der Besenwirtschaft (während der Öffnung) darf kein Verkauf stattfinden.

### Unechte Besen
Die unechten Besen sind Besenwirtschaften mit traditioneller gastronomischer Lizenz und Ausschankerlaubnis. Diese Betriebe sind ebenfalls meistens von Winzern geführt, unterliegen jedoch nicht den strengen Regeln der Besenverordnung, sondern können das ganze Jahr über oder über einen längeren Zeitraum geöffnet haben. Außerdem darf der Winzer hierbei auch einen Hofladen mit durchgehendem Weinverkauf betreiben.

## Typisches Besenessen
Die Besenverordnung für echte Besen schreibt vor, dass nur kalte und einfach zubereitete warme Speisen serviert werden dürfen.
Beispiele für die Gerichte eines echten Besens sind daher:
- Schmalzbrot
- Käsewürfel
- Käsebrot
- Winzerkäse
- Schlachtplatte
- Leber- und Griebenwurst
- Kesselfleisch
- Sauerkraut
- Kartoffelsalat
- Maultaschen

In unechten Besen gibt es kulinarisch gesehen keine Grenzen. Hier findet sich neben den typischen Gerichten oftmals gute traditionelle deutsche Küche. Immer mehr Winzer möchten ihren Gästen zum hochwertigen Wein jedoch auch erstklassige Küche bieten, so dass je nach Region selbst Sterneküche in die Besenwirtschaften eingezogen ist.

## Geschichte
Besenwirtschaften gehören heute zu jeder Weinregion dazu; ihr Ursprung gilt weithin als Folge des Erlasses von Karl dem Großen im Jahr 812. Die Landgüterverordnung sollte es Winzern erlauben, ihren selbst angebauten Wein zu verkaufen, allerdings scheint dies heute leider nur auf einen Übersetzungsfehler zurückzuführen sein.
Auszug aus der Capitulare de villis vel curtis imperii:
„Wir wollen, daß unsere Amtmänner diejenigen Weinstöcke zu Lehen empfangen, die zu ihrem Amtsbereich gehören, und diese veredeln und den Wein selbst in gute Gefäße füllen und peinlich darauf bedacht sind, daß diese keinen Schaden nehmen. Andere besonders gute Weinreben sollen sie kaufen, um sie auf unseren Hofgütern anbauen zu können. Und wenn einmal ein Überschuß an Wein zur Verfügung steht, der an unsere Hofgüter geschickt werden muß, so soll uns das zur Kenntnis gebracht werden, damit wir anordnen können, was alsdann unser Wille ist.“
Der Erlass legt in weiteren Ausführungen außerdem Vorgaben zur Qualitätsverbesserung vor, wie beispielsweise die Verwendung von Fässern mit Eisenringen statt Weinschläuchen, dass Trauben aus hygienischen Gründen nicht mehr mit den Füßen gestampft werden sollen und welche Anzahl an Büglingen eine Rebe hervorbringen soll, jedoch keine Freigabe für den Verkauf. Viele Winzer berufen sich jedoch noch heute auf den Ursprung in der Verordnung und deuten das offene Ende („was alsdann unser Wille ist“) nach ihrer Überzeugung.